# John Herrick
John Herrick (Cork, República de Irlanda; 26 de julio de 1946 – Galway, República de Irlanda; 26 de marzo de 2025) fue un jugador y entrenador de fútbol irlandés que jugó en la posición de defensa.

## Carrera

### Club
| Periodo   | Club               | Apariciones | Goles |
| --------- | ------------------ | ----------- | ----- |
| 1965-1972 | Cork Hibernians FC | 144         | 3     |
| 1972–1973 | Shamrock Rovers FC | 11          | 0     |
| 1973–1976 | Cork Hibernians FC | 44          | 2     |
| 1976–1978 | Limerick FC        | 44          | 1     |
| 1978–1979 | Drogheda United FC | 29          | 1     |
| 1979–1983 | Galway United FC   | 97          | 8     |

### Selección nacional
En 1971 Herrick se convirtió en el primer jugador del Cork Hibernians FC en jugar para Irlanda, ante Austria en Dublín por la clasificación para la Eurocopa 1972. Luego jugó un partido amistoso ante Chile en junio de 1972 y en un empate 1–1 el 19 de mayo de 1973 ante Francia en París por la clasificación de UEFA para la Copa Mundial de Fútbol de 1974.

### Entrenador
| Periodo   | Club                                  |
| --------- | ------------------------------------- |
| 1978      | Limerick FC (jugador-entrenador)      |
| 1979–1983 | Galway United FC (jugador-entrenador) |
| 1985      | Westport United FC                    |
| 1988      | Galway United FC                      |

## Logros
- Liga de Irlanda: 1970-71
- FAI Cup: 1972
- League of Ireland Shield: 1972
- Blaxnit Cup: 1972
- Dublin City Cup: 1971